# Skating Club de la Région Audomaroise Saint-Omer
El Skating Club de la Région Audomaroise Saint-Omer o de forma abreviada SCRA Saint-Omer, es un equipo francés de hockey sobre patines con sede en localidad de Saint-Omer. Actualmente disputa la Nationale 1 Elite.

## Historia
El club fue fundado en 1934 como resultado de la fusión de tres clubes: el Skating-club audomarois, el Wizernes Hockey-club y el Roller 2000.
Ha conquistado un total de 8 títulos de Liga y 5 copas de Francia.

## Palmarés
- 8 Campeonatos de Liga: 1990-1991, 1991-1992, 1992-1993, 1993-1994, 2000-2001, 2005-2006, 2008-2009, 2012-2013
- 5 Campeonatos de Copa: 2004-2005, 2009-2010, 2011-2012, 2016-2017, 2017-2018